# Apocryptophagus brevitarsus
Apocryptophagus brevitarsus är en stekelart som först beskrevs av Grandi 1916.  Apocryptophagus brevitarsus ingår i släktet Apocryptophagus och familjen fikonsteklar. Inga underarter finns listade i Catalogue of Life.